# Élections générales britanniques de 1924
Les élections générales britanniques de 1924 se sont déroulées le 29 octobre. Elles sont marquées par une victoire du Parti conservateur de Stanley Baldwin, qui reprend plus de 100 sièges et obtient la majorité absolue. Le Parti travailliste de Ramsay MacDonald perd 40 sièges, tandis que les Libéraux de Herbert Henry Asquith perdent 118 de leurs 158 sièges et cessent d'être un parti susceptible de former un gouvernement. La publication, peu avant les élections, d'un document d'authenticité douteuse se présentant comme une lettre de Grigori Zinoviev fut considérée par le parti travailliste comme la cause principale du triomphe des conservateurs.

## Résultats
| Parti | Parti                                     | Candidats | Candidats | Candidats | Candidats | Votes      | Votes | Votes |
| Parti | Parti                                     | Présentés | Élus      | +/-       | %         | Nombre     | %     | +/-   |
| ----- | ----------------------------------------- | --------- | --------- | --------- | --------- | ---------- | ----- | ----- |
|       | Parti conservateur                        | 534       | 412       | +154      | 66,991    | 7 418 983  | 46,8  | +8,8  |
|       | Parti travailliste                        | 514       | 151       | -40       | 24,552    | 5 281 626  | 33,3  | +2,6  |
|       | Parti libéral                             | 339       | 40        | -118      | 6,504     | 2 818 717  | 17,8  | -11,9 |
|       | Constitutionnalistes                      | 12        | 7         | +7        | 1,138     | 185 075    | 1,2   | +1,1  |
|       | Parti communiste                          | 8         | 1         | +1        | 0,162     | 51 176     | 0,2   | +0,1  |
|       | Sinn Féin                                 | 8         | 0         | 0         | /         | 34 181     | 0,2   | N/A   |
|       | Indépendants                              | 7         | 2         | 0         | 0,325     | 25 206     | 0,2   | -0,1  |
|       | Parti travailliste d'Irlande du Nord (en) | 1         | 0         | 0         | /         | 21 122     | 0,1   | N/A   |
|       | Parti de la prohibition écossais (en)     | 1         | 1         | 0         | 0,162     | 14 596     | 0,1   | 0     |
|       | Libéraux indépendants                     | 1         | 0         | 0         | /         | 3 241      | 0,0   | -0,1  |
|       | Travaillistes indépendants                | 1         | 0         | 0         | /         | 1 775      | 0,0   | -0,1  |
|       | Conservateur indépendant                  | 1         | 0         | 0         | /         | 517        | 0,0   | -0,1  |
|       | Parti nationaliste (Irlande du Nord) (en) | 1         | 1         | 0         | 0,162     | 0          | 0,0   | -0,4  |
| Total | Total                                     | 1 428     | 615       | /         | 100       | 15 856 215 | 100   | /     |